# Héctor Villalba
Héctor Daniel „Tito“ Villalba (* 26. Juli 1994 in Buenos Aires) ist ein paraguayisch-argentinischer Fußballspieler. Der Rechtsaußen und zweimalige paraguayische A-Nationalspieler steht beim Club Libertad unter Vertrag.

## Karriere

### Vereine
Villalba spielte bereits in seiner Jugend für den CA San Lorenzo de Almagro und gehörte ab 2012 zum Kader der ersten Mannschaft. Am 19. August 2012 kam er bei der 0:1-Niederlage im Heimspiel gegen Estudiantes de La Plata zu seinem ersten Einsatz in der ersten argentinischen Liga, bei dem er nach 82 Minuten eingewechselt wurde. Sein erstes Tor erzielte er am 13. April 2013 bei der 1:4-Niederlage im Heimspiel gegen Racing Club de Avellaneda zur zwischenzeitlichen 1:0-Führung nach sieben Minuten. 2014 gewann Villalba mit dem Verein die Copa Libertadores und kam dabei in allen Endrunden-Spielen zum Einsatz.
Im Juli 2016 wurde Villalba vom Major-League-Soccer-Franchise Atlanta United verpflichtet. Da Atlanta erst 2017 seinen Spielbetrieb aufnahm, wurde Villalba direkt an den Club Tijuana weiter verliehen und kehrte im Januar 2017 nach Atlanta zurück. Nach seiner Rückkehr avancierte er bei Atlanta zum Stammspieler und kam in drei Spielzeiten auf 90 Ligaspiele mit 21 Torerfolgen. Mit dem Verein gewann er 2018 den MLS Cup sowie 2019 den Lamar Hunt U.S. Open Cup.
Im Januar 2020 kehrte Villalba nach Paraguay zurück und wechselte zum Club Libertad.

### Nationalmannschaft
Villalba debütierte am 20. November 2018 beim 1:1 im Freundschaftsspiel gegen Südafrika in der paraguayischen A-Nationalmannschaft. Nach einem weiteren Einsatz am 27. März 2019 gegen Mexiko wurde er nicht mehr berücksichtigt.

## Erfolge
CA San Lorenzo
- Sieger der Copa Libertadores: 2014

Atlanta United
- Sieger des MLS Cup: 2018
- Sieger des Lamar Hunt U.S. Open Cup: 2019